# Haematopota punctulata
Haematopota punctulata är en tvåvingeart som beskrevs av Macquart 1838. Haematopota punctulata ingår i släktet Haematopota och familjen bromsar. Inga underarter finns listade i Catalogue of Life.